# Carya brownii
Carya brownii är en valnötsväxtart som beskrevs av Charles Sprague Sargent. Carya brownii ingår i släktet hickory, och familjen valnötsväxter. Inga underarter finns listade i Catalogue of Life.